# Dobeš Rosický z Boskovic
Dobeš Rosický z Boskovic († 1540, Rosice) byl moravský šlechtic pocházející z rodu pánů z Boskovic.

## Život
Jeho otcem byl Beneš Černohorský z Boskovic mladší. 
První písemná zmínka o Dobešovi z Rosic a Boskovic pochází z roku 1526, kdy v bitvě u Moháče zahynul český král Ludvík Jagellonský a Dobeš vstoupil do vysoké politiky při řešení otázky nástupnictví na českém trůně. O tři roky později se angažoval na moravském sněmu i ve vojenské hotovosti proti Turkům, kteří obléhali Vídeň a ohrožovali Evropu. Působil ve funkcích nejvyššího moravského sudího, moravského zemského hejtmana a roku 1538 ho Ferdinand I. Habsburský jmenoval do funkce královského komisaře.
Dobeš měl za manželku Bohunku z Pernštejna, s níž vyženil Rosice, kde roku 1540 zemřel jako bezdětný.